# Edouard Bergeon
Édouard Bergeon , nacido el 29 de septiembre de 1982 , es periodista y director de cine francés.

## Biografía
Édouard Bergeon creció en una granja cerca de Poitiers . Tenía 16 años cuando se encontró solo con su madre y su hermana a la cabeza de una granja después del suicidio de su padre. Comenzó a realizar trabajos campesinos, un puesto como vendedor de un centro de jardinería y competencias de ciclismo. Tres años más tarde, Édouard Bergeon se convirtió en periodista en France 3 Poitou-Charentes , luego se unió a la oficina editorial nacional de France 2 , en el departamento de la compañía.
En 2012, dirigió Les fils de la terre , un documental sobre el suicidio de los campesinos franceses.
En 2019, su primer largometraje, Au nom de la terre, se estrenó con Guillaume Canet , Veerle Baetens , Anthony Bajon y Rufus como actores principales . La película cuenta su viaje, el de su familia y más particularmente el de su padre.

## Filmografía

### Documental
- 2012  : Les fils de la terre, emisión infrarroja
- 2013  : Granja en venta , cortometraje
- 2014  : Libertad, igualdad, improvisar!
- 2016  : miel y hombres
- 2018  : Marsella: mataron a mi hijo

### Largometraje
2019  : Au nom de la terre